# Струга Нартска
Струга Нартска је насељено место у саставу општине Ругвица у Загребачкој жупанији, Хрватска. До територијалне реорганизације у Хрватској налазила се у саставу бивше велике општине Дуго Село.

## Становништво
На попису становништва 2011. године, Струга Нартска је имала 551 становника.

## Попис1991.
На попису становништва 1991. године, насељено место Струга Нартска је имало 204 становника, следећег националног састава:
| Попис 1991.‍ | Попис 1991.‍ | Попис 1991.‍ | Попис 1991.‍ | Попис 1991.‍ |
| ----------- | ----------- | ----------- | ----------- | ----------- |
|             |             |             |             |             |
| Хрвати      | Хрвати      |             | 195         | 95,58%      |
| Срби        | Срби        |             | 8           | 3,92%       |
| Црногорци   | Црногорци   |             | 1           | 0,49%       |
| укупно: 204 |             |             |             |             |